# David Valdelvira
David Valdelvira (Bilbao, Vizcaya, 3 de octubre de 1977) es un actor, productor teatral, profesor de arte dramático, dramaturgo y director de escena español.
Como actor ha trabajado en más de un centenar de producciones teatrales y audiovisuales en toda España, entre ellas en la serie Qué vida más triste de La Sexta.

## Biografía
David Valdelvira nació en Bilbao el 3 de octubre de 1977. Cursó los estudios superiores de arte dramático e interpretación, con Marina Shimanskaya y Algis Arlauskas, bajo la metodología Stanislavsky-Vajtángov-M.Chéjov-Meyerhold (método ruso), siguiendo las metodologías de la escuela clásica rusa. Después cursó estudios de posgrado en interpretación con Ivan Verkhovykh. También se formó en teatro energético, dirección de escena y dramaturgia.
Ha trabajado en diferentes montajes teatrales en diferentes teatros. En febrero de 2010 creó la compañía de teatro "Vagón de 4ª" junto al actor y director de escena Richard Sahagún. Ha sido actor y director en el Theatre-Atelier Piotr Fomenko de Moscú en Rusia. Actualmente es actor, director de escena y profesor de teatro.
Ha sido profesor en la Universidad de Navarra (2008-2009), en la Escuela de Arte Dramático Artebi (2007-2009) y actualmente es pedagogo teatral y profesor de actuación en la Escuela de Arte Dramático Ánima Eskola.
Como actor, es miembro de diferentes compañías de teatro. Durante los años 2011 y 2012 formó parte de la compañía que puso en escena la obra Así que pasen cinco años de Federico García Lorca, montaje teatral dirigido por Iván Verkhovykh y Marina Shimanskaya. La producción teatral fue llevada en una gira internacional. En mayo de 2012 se presentó en Moscú (Rusia) en el Festival Your Chance de Moscú (Festival Internacional de Teatro de Moscú Your Chance) y en noviembre de 2012 se presentó en Saratov (Rusia), en el Festival de Teatro de Saratov en honor a Oleg Yankovsky, donde actores rusos, encuentro de dramaturgos y directores.
Como director de teatro, ha puesto en escena varias producciones teatrales. En 2012 dirigió y puso en escena la obra Un día cualquiera en el Moulin Rouge, escenificada en el Teatro Campos Elíseos, con los actores Koldo Olabarri y Ainhoa Artetxe entre otros miembros del reparto. La obra tuvo muy buena acogida y se llevó a distintos teatros en los años 2012 y 2013. La producción teatral fue premiada con el Premio Buero Vallejo (2013), en la X edición de los premios.

En el año 2014, Valdelvira dirigió y puso en escena la obra Sueño de una noche de verano de William Shakespeare, escenificada en el Teatro Campos Elíseos, con Estela Celdrán como ayudante de dirección, y con los actores Carmen Climent, Nerea Elizalde, Julen Guerrero, Lorea Lyons y Ane Inés Landeta, entre otros miembros del reparto. La producción tuvo una notable acogida y se escenificó en varias ocasiones entre los años 2014 y 2015. La producción teatral fue premiada con el Premio Buero Vallejo (2015), en la XII edición de los premios.
En 2017 dirigió y puso en escena la obra Hamlet, una producción teatral en el Teatro Campos Elíseos, que se presentó en la semana del festival internacional FETABI, el festival de teatro universitario que se celebra anualmente en Bilbao, y la producción teatral ganó el Premio FETABI (2017), en las categorías de "Mejor Producción Teatral", "Mejor Texto Adaptado" y Premio Especial del Público.
Valdelvira ha sido galardonado en cuatro ocasiones con el Premio Buero Vallejo por sus montajes teatrales (en 2011, 2013, 2015 y 2017), por Sombras de ancestros olvidados (2011), Un día cualquiera en el Moulin Rouge (2013), Sueño de una noche de verano (2015) y Nuestra querida Mary Poppins (2017).

## Filmografía

### Cine
- 2012, B de Bictoria, Dir. Oliver Mend
- 2012, On Egin, Dir. Jonaitz Urrutxi
- 2005, Desvelos, Dir. María Goiricelaya.
- 2004, 913, Dir. Galder Gaztelu-Urrutia.
- 2003, Tengo un sueño, Dir. Olga Arlauskas.

### Televisión
- 2008-2010, Qué vida más triste, La Sexta

### Teatro (como actor)
- 2008-2009, La fábula de la princesa muerta (producción de la compañía de teatro "Vagón de 4ª")[3]
- 2011-2012, Así que pasen cinco años, Dir. Iván Verkhovykh.[29][30]
- 2013, Para qué recordar, Dir. Marina Shimanskaya.[31]
- 2019, Carmen y Antonio, Dir. Algis Arlasukas.

### Teatro (como director)
- 2008, La percha.
- 2010, Sombras de los antepasados olvidados.
- 2011, Redes.
- 2012, El caserón del miedo.[32]
- 2012, Un día cualquiera en el Moulin Rouge.[32][33][34]
- 2013, La tempestad.
- 2013, Los bajos fondos.
- 2014, Sueño de una noche de verano.[35][36][37]
- 2016, Cálidos y fríos.[38][39]
- 2016, Nuestra querida Mary Poppins.
- 2016, Baile de máscaras.[40]
- 2017, Hamlet.[41]
- 2017, La percha.

- 2018, El regalo.
- 2022, ¿Quién teme a Virginia Wolf?

## Premios
Entre los premios que ha recibido como director
- Premio Buero Vallejo (2011), por Sombras de los antepasados olvidados.[27]
- Premio Buero Vallejo (2013), por Un día cualquiera en el Moulin Rouge.
- Premio Buero Vallejo (2015), por Sueño de una noche de verano.[35][28]
- Premio Buero Vallejo (2017), por Nuestra querida Mary Poppins.
- Premio FETABI (2017), por Hamlet.[26]